# منتخب اليونان تحت 20 سنة لكرة القدم
منتخب اليونان تحت 20 سنة لكرة القدم (باليونانية: Εθνική Ελλάδας U20)‏ هو ممثل اليونان الرسمي في المنافسات الدولية في كرة القدم في فئة كرة قدم تحت 20 سنة للرجال، يديريه الاتحاد الإغريقي لكرة القدم.